# Czerńczyce (Kąty Wrocławskie)
Czerńczyce (deutsch Kapsdorf) ist ein Dorf in der Stadt- und Landgemeinde Kąty Wrocławskie im Powiat Wrocławski der Woiwodschaft Niederschlesien in Polen.

## Geschichte
Kapsdorf wurde 1374 erstmals als Kapusdorff urkundlich erwähnt. Das erste bekannte Oberhaupt war Gunzelinus de Seydlicz, er wurde als Eigentümer des Dorfes geführt. Das Dorf gehörte über zwei Jahrhunderte der Familie von Seydlicz. Durch eine Heirat lief das Dorf in den Besitz der Familie der Freiherren von Zedlitz und Leipe über. Auch nachfolgend gab es Mitte des 19. Jahrhunderts verwandtschaftliche Beziehungen zwischen den Familien von Seydlitz und von Zedlitz. Agnes von Seydlitz heiratete 1863 Archibald von Zedlitz und Leipe auf Käntchen, Mitglied des Preußischen Herrenhaus auf Lebenszeit. Kapsdorf blieb, in besonderer Form eines Freiherrlich von Zedlitz-Leip`sches Fräuleinstiftes als Gutskomplex mit Kapsdorf, Martinsgrund und Kammendorf bei Kauth in einer Gesamtfläche von 963 ha ein Gutsbetrieb. Die Leitung führte als Ehrenkurator der General-Landschaftsdirektor von Schlesien Heinrich Freiherr von Zedlitz und Neukirch auf Eichhof, als Stiftprobst Stephan Graf von Zedlitz-Trützschler auf Frauenhain sowie ein Oberinspektor und ein Forstverwalter. Bis zum Ende des Zweiten Weltkriegs im Besitz der Familie von Zedlitz.
Das genannte Fräuleinstift Kapsdorf hatte Mitte des 19. Jahrhunderts durch den Grundbesitz einen veranschlagten pekuniären Wert von 130.000 Thaler. Im Stift waren adlige Damen aus der eigenen Familie, hauptsächlich aus Schlesien und anderen ostelbischen Adelsgeschlechtern eingeschrieben.
Es blieb von Schäden weitestgehend verschont, jedoch verfiel das Dorf zu Zeiten nach 1989.

## Sehenswürdigkeiten

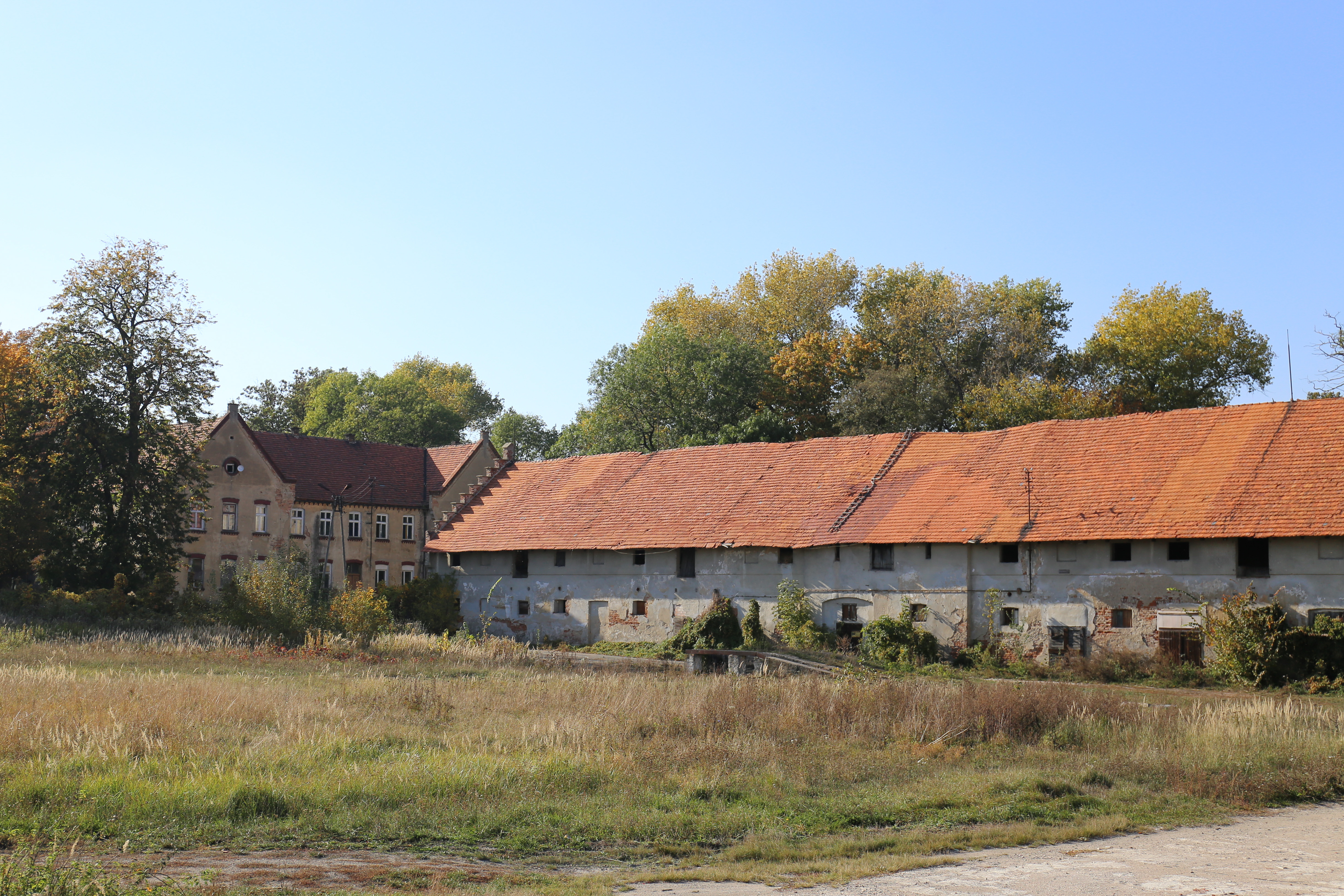
Südansicht

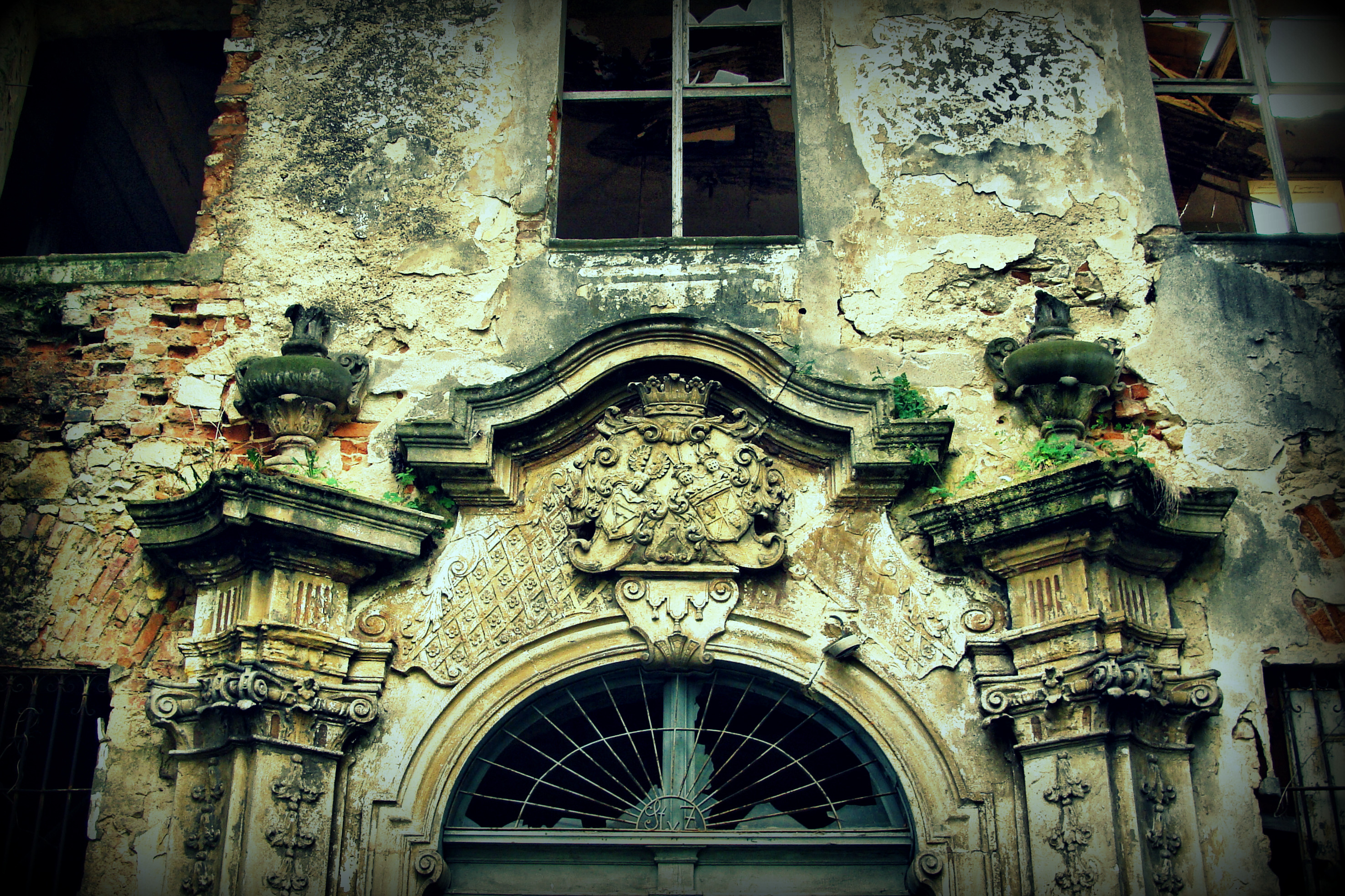
Eingang des Schlosses

- Im Dorf befindet sich ein um 1735 im Barock erbautes dreistöckiges Schloss (Pałac). Über dem Eingang befindet sich das Wappen des Barons Zygmunt von Zeydlitz und Leipe (links) und seiner Frau Eleonora geb. Freiin von Czettritz und Neuhaus (rechts). Im Herrenhaus befanden sich vormals bedeutende Gemälde,[10] so unter anderem von Anton Graff. Seit 1845 diente das Gebäude, das heute eine Ruine ist, als adeliges Fräuleinstift der Familie von Zedlitz.

- Der dazugehörende englische Park, angelegt in der 2. Hälfte des 18. Jahrhunderts ist ebenso denkmalgeschützt wie die Ruine des klassizistischen Gartenpavillons von 1796.[11]

## Persönlichkeiten
- Karl Abraham Freiherr von Zedlitz (1731–1793), preußischer Minister
- Johann Martin Augustin Scholz (1794–1852), deutscher Theologe und Professor an der Rheinischen Friedrich-Wilhelms-Universität in Bonn